# Río Osha
El río Osha (del ruso: Оша) es un río en Rusia que fluye a través de la Óblast de Omsk en Siberia. Se trata de un afluente por la izquierda del río Irtysh, a su vez, el principal fluente del río Obi.

## Geografía
El río nace en Rusia como emisario del lago Atchikoul (superficie: 4,5 km²). Recibe las aguas de los emisarios de los lagos Tenis (118 km²) y Saltaïm (146 km²). Discurre primero hacia el este, fluyendo tranquilamente por el sur de la gran llanura de Siberia Occidental. La segunda mitad de su recorrido la realiza generalmente en dirección norte. Finalmente desemboca en el río Irtysh en la margen izquierda, entre las localidades de Lipovka y Znamenskoye.
El Osha permanece helado desde finales de octubre o principios de noviembre hasta la segunda mitad de abril.

## Hidrometría - Los caudales mensuales en Chtcherbakovo
El caudal del Osha ha sido observado durante 20 años (entre 1979 y 1999) en Chtcherbakovo.
El caudal promedio observado en Chtcherbakovo durante este período fue de 4,95 m³/segundo para una superficie de drenaje de 15.000 kilómetros cuadrados, o aproximadamente el 70% de toda la cuenca del río. 

El coeficiente de escurrimiento en esta cuenca asciende a 10,4 milímetros por año, el cual puede ser descrito como muy bajo, incluso en el contexto del sur de la llanura de Siberia Occidental, una región con precipitaciones muy moderadas.
Río alimentado en parte por la fusión de la nieve y en parte por las lluvias de verano, el Osha es un río de régimen nivo-pluvial.
Las aguas altas se dan en la primavera, de abril a junio, y se corresponden con el deshielo y fusión de la nieve. De julio a octubre, el caudal sigue siendo sostenido gracias a las precipitaciones en forma de lluvia. En noviembre, el caudal del río disminuye rápidamente, lo que da lugar al período de aguas bajas. Este periodo tiene lugar de noviembre a marzo inclusive y refleja el largo período de invierno y heladas severas que abarca todo el territorio de Siberia.
El caudal medio mensual observado en marzo (un mínimo de estiaje) es de 0,87 metros cúbicos por segundo, o aproximadamente el 4,5% del caudal medio de agua de mayo (20,0 m³/seg ), que refleja la amplitud relativamente grande de las variaciones estacionales. Estas diferencias de caudal pueden ser incluso mayores, dependiendo del año: sobre un período de observación de 20 años, el caudal mínimo mensual fue de 0.43 metros cúbicos por segundo en febrero de 1982 y en febrero de 1983 (430 litros), mientras que el caudal máximo mensual ascendió a 75,8 metros cúbicos por segundo en mayo de 1999.
Teniendo en cuenta sólo el verano, libre de hielo ( mayo a septiembre inclusive ), la tasa mensual mínima observada fue de 0,13 m³/segundo en septiembre de 1983. (130 litros/segundo).
Caudales mensuales del Osha en la estación de aforo de Chtcherbakovo
(Datos calculados sobre 20 años - m³/s)